# Island i olympiska sommarspelen 1964
Island deltog i de olympiska sommarspelen 1964 i Tokyo med en trupp bestående av fyra deltagare, men ingen av landets deltagare erövrade någon medalj.